# Marc Lipsitch

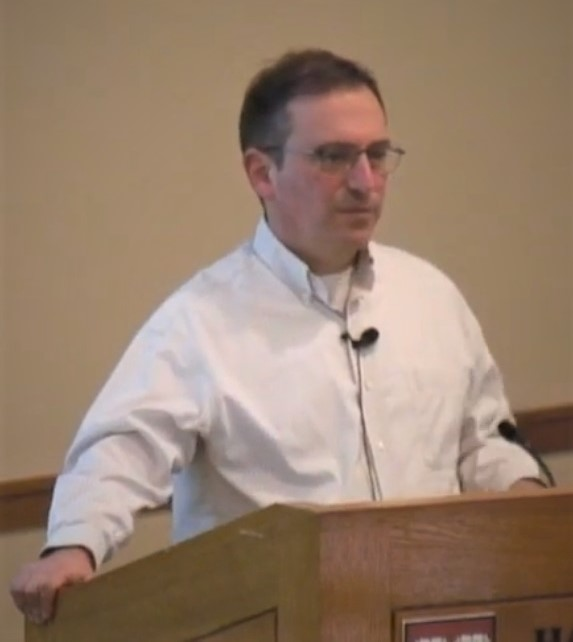
Marc Lipsitch 2018

Marc Lipsitch (* 1969) ist ein US-amerikanischer Epidemiologe und Hochschullehrer an der Harvard University (Harvard T.H. Chan School of Public Health).
Lipsitch studierte an der Yale University mit dem Bachelor-Abschluss in Philosophie 1991. Danach war er als Rhodes Scholar an der Universität Oxford, an der er 1995 in Zoologie promoviert wurde (D. Phil.). Seine akademischen Lehrer in Oxford waren Robert May und Martin A. Nowak. Als Post-Doktorand war er 1995 bis 1999 an der Emory University. Außerdem war er damals an den Centers for Disease Control and Prevention. Danach wurde er Professor in Harvard, wo er Direktor des Center for Communicable Disease Dynamics an der Harvard T.H. Chan School of Public Health ist.
Er wirkte auch außerhalb der USA an der Beobachtung von verschiedenen Krankheitsausbrüchen mit. 2009 war er Mitglied des Beratergremiums des US-Präsidenten bei der H1N1-Schweinegrippe-Epidemie.
Er forschte unter anderem zu mathematischer Epidemiologie (wie dem Einfluss einer  Verteilung der Generationszeit auf die Basisreproduktionszahl, siehe Euler-Lotka-Gleichung), der Rolle von Aerosolen bei Winter-Grippeepidemien (siehe Influenza-Übertragung), Gefahren aus der Verwendung von Antibiotika in der Landwirtschaft für die Entwicklung resistenter Erreger und historischen Pandemien und Epidemien wie der Spanischen Grippe und aktuellen Epidemien wie Sars und Covid-19.
Am 14. Oktober 2020 war er einer der Autoren eines Artikels in Lancet, der der Great-Barrington-Erklärung entgegentrat, die die Aufhebung des Lockdowns bei Nicht-Risiko-Gruppen in der Covid-19-Pandemie zur Erreichung von Herdenimmunität bei gleichzeitigem Schutz von Risikogruppen propagierte.
2021 war er einer der Autoren eines offenen Briefes in Science, mit dem eine Schlussfolgerung aus einer Datensammlung für eine geplante gemeinsame Studie von WHO und chinesischen Wissenschaftlern über den Ursprung der Covid-19-Pandemie in China als voreilig kritisiert wurde. Das betraf die Feststellung der Studie, dass eine Herkunft des Virus aus einem Labor „extrem unwahrscheinlich“ wäre. Sie sprachen sich für eine unabhängige, ergebnisoffene, nachvollziehbare und unbehinderte Untersuchung in China mit Zugang zu allen relevanten Unterlagen von Behörden und Instituten aus.
2014 warnte Lipsitch im Rahmen der Risikoanalyse von Gain-of-function-Forschung vor den Risiken, dass ein potentiell pandemisches Pathogen aus Laboratorien entweichen könnte. Das Risiko des ungewollten Entweichens eines solchen Krankheitserregers aus einem Labor gab er basierend auf der Analyse vergangener Ereignisse mit einer geschätzten Wahrscheinlichkeit von 0,01 bis 0,1 Prozent pro Jahr an. Damals sprach er sich dafür aus, Risiken für die öffentliche Gesundheit in der Förderung solcher gain-of-function-Forschungsprojekte zu berücksichtigen.
2011 erhielt er den Kenneth-Rothman-Preis in Epidemiologie, ein seit 2001 jährlich verliehener Best-Paper-Preis der Zeitschrift Epidemiology, der nach dem Gründer der Zeitschrift, dem Epidemiologen Kenneth J. Rothman benannt ist. 2015 wurde er Fellow der American Academy of Microbiology und 2020 der National Academy of Medicine.

## Schriften (Auswahl)
Außer die in den Fußnoten zitierten Arbeiten:
- mit S. Bonhoeffer, B. R. Levin: Evaluating treatment protocols to prevent antibiotic resistance, Proc. Nat. Acad. Sci. USA, Band 94, 1997, S. 12106–12111
- mit B. R. Levin u. a.: The population genetics of antibiotic resistance, Clinical Infectious Diseases, Band 24, Suppl. 1, 1997, S9–S16
- mit C. T. Bergstrom, B. R. Levin: The epidemiology of antibiotic resistance in hospitals: paradoxes and prescriptions, Proc. Nat. Acad. Sci. USA, Band 97, 2000, S. 1938–1943
- mit M. H. Samore: Antimicrobial use and antimicrobial resistance: a population perspective, Emerging Infectious Diseases, Band 8, Nr. 4, 2002, S. 347
- mit R. Malley, P. Henneke, S. C. Morse, M. J. Cieslewiczs: Recognition of pneumolysin by Toll-like receptor 4 confers resistance to pneumococcal infection, Proc. Nat. Acad. Sci. USA, Band 100, 2003, S. 1966–1971
- mit R. Malley u. a.: CD4+ T cells mediate antibody-independent acquired immunity to pneumococcal colonization, Proc. Nat. Acad. Sci. USA, Band 102, 2005, S. 4848–4853
- mit Y. J. Lu u. a.: Interleukin-17A mediates acquired immunity to pneumococcal colonization, PLoS Pathog., Band 4 (9), 2008, e1000159
- mit E. T. Tchetgen, T. Cohen: Negative controls: a tool for detecting confounding and bias in observational studies, Epidemiology (Cambridge, Mass.), Band 21, Nr. 3, 2010, S. 383
- mit C. B. Ford u. a.: Use of whole genome sequencing to estimate the mutation rate of Mycobacterium tuberculosis during latent infection, Nature Genetics, Band 43, 2011, S.  482–486
- mit D. M. Weinberger, R. Malley: Serotype replacement in disease after pneumococcal vaccination, The Lancet, Band 378, 2011, S. 1962–1973
- mit S.M. Kissler, C.Teijanto, E. Goldstein, Y. H. Grad: Projecting the transmission dynamics of SARS-CoV-2 through the postpandemic period, Science, Band 368, 2020, S. 2020
- mit J. T. Wu, K. Leung u. a.: Estimating clinical severity of COVID-19 from the transmission dynamics in Wuhan, China, Nature Medicine, Band 26, Nr. 4, 2020, S. 506–510
- mit D. L. Swerdlow, L. Finelli: Defining the epidemiology of Covid-19—studies needed, New England J. of Medicine, Band 382, 2020, S. 1194–1196